# Lindsaea incisa
Lindsaea incisa är en ormbunkeart som beskrevs av Prentice. Lindsaea incisa ingår i släktet Lindsaea och familjen Lindsaeaceae. Inga underarter finns listade.